# 蒙欽齊 (克拉西利夫區)
49°42′28″N 26°46′36″E / 49.70778°N 26.77667°E
蒙欽齊（烏克蘭語：Мончинці）是位於烏克蘭西部的村莊，由赫梅利尼茨基州裡赫梅利尼茨基區的克拉西利夫市鎮負責管轄。該村面積1.4平方公里，海拔高度299米，2001年人口329，人口密度每平方公里240.3人。